# 圣帕特里克座堂 (阿马)
圣帕特里克座堂（英語：St Patrick's Cathedral, Armagh）是全愛爾蘭主教長、爱尔兰圣公会阿马大主教的驻地，位于北爱尔兰城市阿马。

## 历史
圣帕特里克座堂起源于445年圣帕特里克在萨洛岭（Sallow Ridge）兴建的石砌教堂，环绕教堂形成了一个修道院社区。这座教堂过去和现在都是爱尔兰圣公会的中心。
座堂曾被破坏和重建达17次之多。1834年和1840年之间，大主教约翰·乔治·贝里斯福德（John George Beresford）和建筑师刘易斯·科廷厄姆（Lewis Nockalls Cottingham）进行大幅恢复。

## 崇拜
每逢星期天，在座堂里举行三次崇拜，上午10:00为圣餐礼（Holy Communion），11:00是堂区圣餐礼（Parish Eucharist）（只有每月第五周日为晨祷），下午3:15 颂唱晚祷（Choral Evensong）。在星期一至星期六，晨祷在上午9:30举行。在节日，圣餐改在9:30举行。

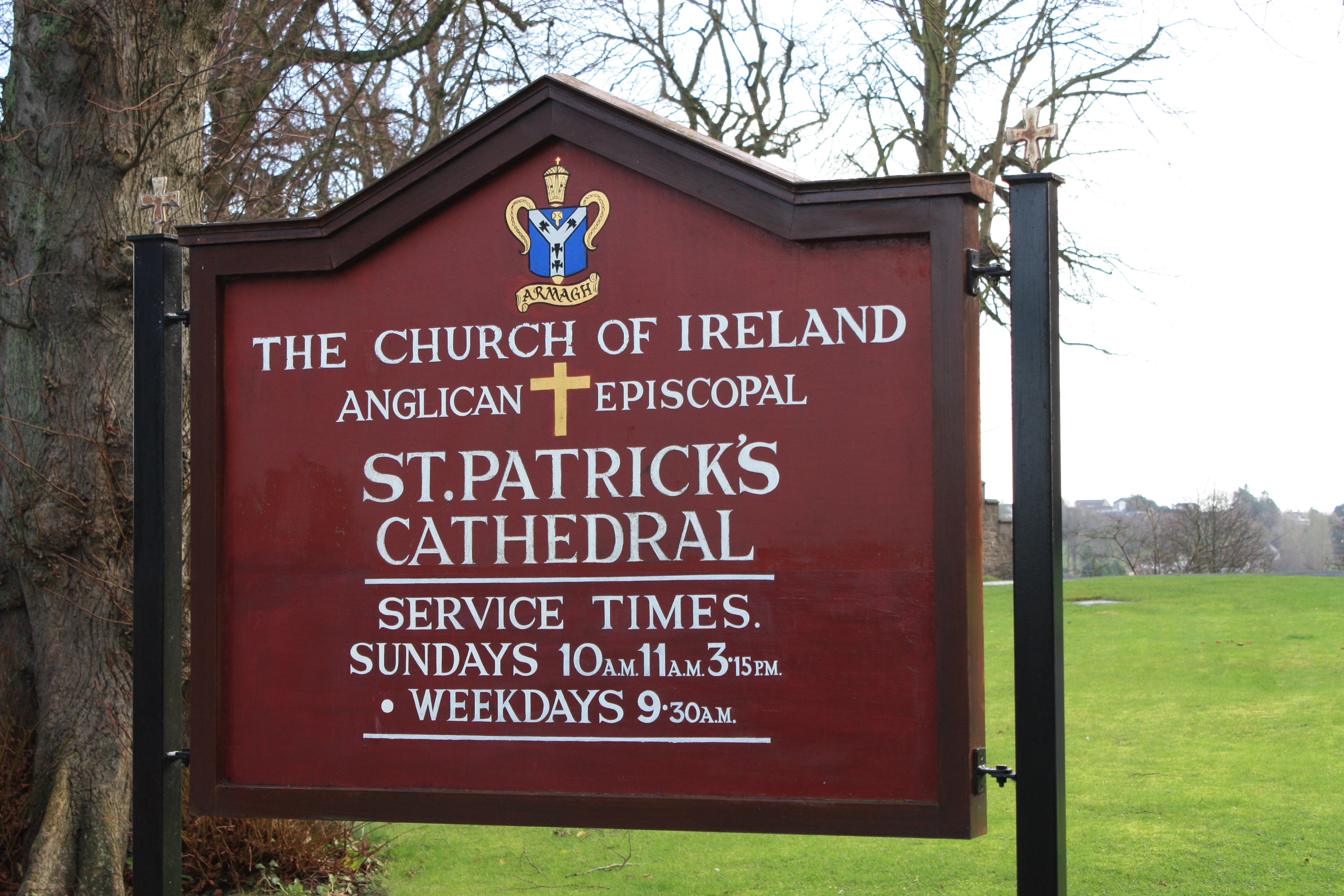